# Édouard Carpentier
Édouard Ignacz Weiczorkiewicz, más conocido como Édouard Carpentier (17 de julio de 1926-30 de octubre de 2010), fue un luchador profesional franco-canadiense. Trabajó para diversas empresas, incluyendo para la National Wrestling Alliance y World Wrestling Association (Los Ángeles).
Entre sus logros consiguió 2 reinados como Campeón Mundial Peso Pesado de la WWA y un reinado como Campeón Mundial en Parejas de la WWA. Posee el mayor reinado siendo Campeón Mundial Peso Pesado de Omaha.

## Biografía
Nació el 17 de julio de 1926 en Roanne, Loire, Francia hijo de un padre ruso y una madre polaca. Se unió a la resistencia clandestina francesa en el periodo de ocupación alemana durante la Segunda Guerra Mundial y se adjudicó la Croix de Guerre por el gobierno francés al final de la guerra.
Se mudó a Montreal, Canadá, en 1956, convirtiéndose en un ciudadano canadiense. También se convirtió en un atleta con todas las habilidades gimnásticas.

## Carrera
Carpentier siempre fue un favorito del público, que deleitaba a los fanes con saltos acrobáticos desde los esquineros y una variedad de maniobras aéreas como Rope-aided twisting headscissors. Carpentier combatió con numerosos villanos incluyendo con el legendario Asesino Kowalski.
El punto culminante en su carrera fue su reinado como Campeón Mundial Peso Pesado de la NWA de 1956 a 1957. Ganó el título en una reñida contienda ante Lou Thesz el 14 de junio de 1957. Algunos territorios de la NWA reconocieron su victoria y su nuevo reinado mientras que otros no. Esto condujo a la división de la NWA y la creación de la American Wrestling Association y otras promociones con sus respectivos campeonatos mundiales. Más tarde fue reconocido como Campeón Mundial Peso Pesado de Omaha, título que después perdió ante Verne Gagne.
Después de su retiro enseñó en una escuela de lucha libre profesional. Uno de sus alumnos más famosos fue Andre The Giant. También trabajo como comentarista en francés para la WWF hasta que fue sustituido por Raymond Rougeau en 1992.

## En lucha
- Movimientos finales
  - Super hurricanrana
  - Jackknife pin

- Movimientos de firma
  - Standing somersault senton
  - Cartwheel evasion
  - Somersault evasion

- Manáger
  - Bob Langevin

## Campeonatos y logros
- Atlantic Athletic Commission
  - World Heavyweight Championship (Boston version) (1 vez)
- American Wrestling Association
  - World Heavyweight Championship (Omaha version) (1 vez)
- International Wrestling Alliance
  - IWA World Heavyweight Championship (Chicago version) (1 vez)
- Lutte Internationale (Montreal)
  - Canadian International Heavyweight Championship (2 veces)
  - Canadian International Tag Team Championship (1 vez) - con Mad Dog Vachon
- Montreal Athletic Commission / International Wrestling Alliance
  - International Heavyweight Championship (Montreal version) (5 veces)
- NWA Chicago
  - NWA World Tag Team Championship (Chicago version) (1 vez) - con Verne Gagne
- NWA Hollywood Wrestling
  - NWA Americas Heavyweight Championship (1 vez)
- Professional Wrestling Hall of Fame and Museum
  - Inducido año 2010
- Stampede Wrestling
  - Stampede Wrestling Hall of Fame
- World Wrestling Association (Los Ángeles)
  - WWA World Heavyweight Championship (Los Angeles version) (2 veces)
  - WWA World Tag Team Championship (1 vez) - con Bob Ellis
- Wrestling Observer Newsletter awards
  - Wrestling Observer Newsletter Hall of Fame (1997)